# Ratvaj
Ratvaj é um município da Eslováquia, situado no distrito de Sabinov, na região de Prešov. Tem 5,31 km² de área e sua população em 2018 foi estimada em 139 habitantes.

## Demografia
| Ano:        | 1994 | 2004   | 2014   | 2024    |
| ----------- | ---- | ------ | ------ | ------- |
| Broj ljudi: | 131  | 143    | 141    | 163     |
| Razlika:    |      | +9,16% | -1,39% | +15,60% |

| Ano:               | 2023 | 2024   |
| ------------------ | ---- | ------ |
| Número de pessoas: | 162  | 163    |
| Diferença:         |      | +0,61% |